# Gusztáv és az ügyeskedés
A Gusztáv és az ügyeskedés a Gusztáv című rajzfilmsorozat második évadának tizenharmadik epizódja.

## Rövid tartalom
Gusztávot túlbuzgósága miatt több munkahelyéről kidobják, amikor viszont erdei favágóként lógni próbál, társa elfűrészeli alatta a fát.

## Alkotók
- Írta és rendezte: Nepp József
- Zenéjét szerezte: Deák Tamás
- Operatőr: Neményi Mária
- Hangmérnök: Horváth Domonkos
- Vágó: Czipauer János
- Tervezte: Vásárhelyi Magda
- Háttér: Szálas Gabriella
- Rajzolták: Csiszér Ágnes, Révész Gabriella
- Színes technika: Dobrányi Géza, Kun Irén
- Gyártásvezető: Kunz Román

Készítette a Pannónia Filmstúdió.